# Geophis laticinctus
Geophis laticinctus este o specie de șerpi din genul Geophis, familia Colubridae, descrisă de Worthington George Smith și Williams 1963. A fost clasificată de IUCN ca specie cu risc scăzut. Conform Catalogue of Life specia Geophis laticinctus nu are subspecii cunoscute.